# Новый Каразерик
Новый Каразерик — деревня в Ютазинском районе Татарстана. Входит в состав Ютазинского сельского поселения.

## География
Находится в юго-восточной части Татарстана на расстоянии приблизительно 20 км на север-северо-восток по прямой от районного центра поселка Уруссу вблизи границы с Башкирией.

## История
Основана в 1910-х годах переселенцами из села Старый Каразерик.

## Население
Постоянных жителей было: в 1920—430, в 1926—365, в 1938—345, в 1949—368, в 1958—336, в 1970—402, в 1979—311, в 1989—284, в 2002 году 259 (татары 93 %), в 2010 году 213.